# Handsome Guys
Handsome Guys (en hangul, 핸섬가이즈; romanización revisada, Haenseomgaijeu; literalmente, «Chicos guapos») es una película surcoreana escrita y dirigida por Nam Dong-hyeop y protagonizada por Lee Sung-min, Lee Hee-joon, Gong Seung-yeon, Park Ji-hwan y Lee Kyu-hyung. Es una versión del filme canadiense de 2010 Tucker & Dale vs Evil. Se estrenó el 26 de junio de 2024.

## Sinopsis
Jae-pil y Sang-gu son jóvenes que se ganan la vida trabajando como carpinteros, pero siempre son incomprendidos y discriminados por la gente debido a a su apariencia poco común. Llenos de entusiasmo, compran una mansión abandonada en el campo con el dinero ahorrado para empezar allí una nueva vida.
Sin embargo, debido a su aspecto, se convierten en objeto de vigilancia especial por parte del inspector jefe Choi y el agente Nam de la policía local desde el primer momento, el día de la mudanza. Se las arreglan para resolver el malentendido y se instalan en su nuevo hogar, pero mientras intentan salvar a Mi-na cuando corre peligro de ahogarse, terminan siendo tomados por secuestradores. Mientras tanto, los amigos de ella atacan la mansión en su busca, y por si fuera poco el espíritu maligno encerrado en el sótano despierta, lo que lleva a un festín de terror.

## Reparto
- Lee Sung-min como Kang Jae-pil, un autoproclamado tipo duro con un tono de habla rudo y una apariencia feroz.[4][5]
- Lee Hee-joon como Park Sang-goo, un chico simple y sexy con el aspecto de un ladrón diabólico y el icónico cabello largo de un hombre guapo.[4][6]
- Gong Seung-yeon como Kim Mi-na, una estudiante universitaria con un corazón ardiente y fuerte a pesar de su apariencia, que visita la casa de sus sueños y acaba enredándose con Jae-pil y Sang-goo.[4][7]
- Park Ji-hwan como el jefe Choi, jefe de la comisaría de policía.[4][8]
- Lee Kyu-hyung como Nam Dong-yoon, oficial de policía en la estación de policía.[4][8][9]
- Jang Dong-joo como Lee Seong-bin, un estudiante universitario y golfista prometedor.[4]
- Kim Do-hoon como Jason, un estudiante universitario.[4][10]
- Bin Chan-wook como Kang Yong-jun, un estudiante universitario.[4]
- Park Jeong-hwa como Bo-ra, una estudiante universitaria.[4][11]
- Kang Ki-doong como Byeong-jo, un estudiante universitario.
- Lee Seo-hwan como presidente del sector inmobiliario,
- Song Yoo-hyun como una monja.[12]
- Jamie Horan como el padre Baker.
- Jin Tae-geon como Yohan

### Apariciones especiales
- Woo Hyun como el padre Kim, la única persona que conoce el misterioso pasado del albergue de montaña.[8]
- Park Kyung-hye como Sun-ok.
- Im Won-hee como Lee Won-hee, el tío abuelo de Lee Seong-bin.

## Producción
Handsome Guys es una producción de Hive Media Corp. Fue un proyecto de bajo presupuesto para el cine comercial, pues contó con apenas 4900 millones de wones; por este motivo, también su punto de equilibrio financiero (en el que se amortizan los gastos y a partir del cual proporciona beneficios) era bajo, de apenas 1,1 millones de espectadores.
Es una versión del título canadiense de 2010 Tucker & Dale vs Evil', dirigido por Ellie Craig, que con un hábil uso de clichés de terror fue bien recibido por público y crítica en el Festival de Cine de Sundance. La versión coreana sigue el esquema básico de su modelo en términos de trama y género, aunque rebaja algunos contenidos violentos y evita el humor de trasfondo sexual para llegar a una audiencia también de menor edad. Cambia además en parte el papel de la protagonista femenina. Es el debut de su director, Nam Dong-hyup, anteriormente asistente de dirección en la productora Hive Media. Nam presentó su película no como una simple comedia, porque contenía también otros géneros: thriller, terror, ocultismo, espíritus malignos, zombis, romance, fantasía y ciencia ficción
La casa productora anunció el reparto principal (Lee Sung-min, Lee Hee-jun, Gong Seung-yeon, Lee Kyu-hyung, Park Ji-hwan y Woo Hyun) el 22 de septiembre de 2022. Esta es la cuarta ocasión en que trabajan juntos Lee Sung-min y Lee Hee-jun, después de 로봇, 소리 (Sori: Voice From the Heart), The Drug King y El hombre del presidente. El presupuesto reducido condicionó algunos aspectos del rodaje. Este tuvo lugar en el Bosque de las Nueve Montañas de Gijang (Busan), donde se construyó la cabaña que sirve de escenario principal, y que fue demolida inmediatamente después de haber finalizado aquel. Para minimizar los costes, en lugar de recurrir a canciones existentes el propio director creó la música disco que acompaña algunas escenas, como la del baile de lavado de platos de Lee Hee-joon. El reparto es reducido para lo que suele ser habitual en un largometraje, con solo dieciséis personajes. Además, se evitó recurrir al uso de efectos especiales para que fueran los propios actores los que se desenvolvieran en las escenas de riesgo, ayudándose de dispositivos de seguridad y trucos de cámara. El guion gráfico se planeó cuidadosamente para reducir al máximo las escenas innecesarias y muchas simulaciones de rodaje se realizaron con personal clave sin actores. Gracias a todo esto se completó en solo 43 sesiones, cuando lo habitual son entre 50 y 100.
El 14 de mayo la compañía distribuidora Next Entertainment World anunció la fecha del estreno y acompañó el anuncio con dos carteles de los dos protagonistas más un avance. El 11 de junio se presentó la producción en un pase previo para los medios periodísticos que tuvo lugar en Megabox COEX, en Seúl.
En julio de 2024 el director Nam, que estaba preparando su próxima comedia con la misma productora, reveló que también estaba discutiendo una segunda parte con los actores.

## Estreno y recepción
El estreno de Handsome Guys sufrió un importante retraso debido a la pandemia de Covid-19. Finalmente se estrenó el 26 de junio de 2024, en 1065 salas. Comenzó en cuarta posición por taquilla, pero a la segunda semana subió al segundo puesto, impulsada por los comentarios favorables del público en los sitios de reserva de entradas y en redes sociales. Obtuvo 8,13 puntos en el índice de audiencia real de Naver y un 92 % en el índice CGV Gold Egg, que miden el grado de satisfacción de los espectadores. Alcanzó su punto de equilibrio financiero a las tres semanas de su estreno, cuando superó los 1,1 millones de espectadores. Al final de su período de exhibición había sido vista por 1 773 965 espectadores, que dejaron una taquilla del equivalente a 12 473 357 dólares. Al 23 de agosto de 2024, estaba por este concepto en la quinta posición entre las películas surcoreanas estrenadas en el año.
Fuera de Corea del Sur, se estrenó en Vietnam el 9 de agosto de 2024, y aunque comenzó en tecera posición en taquilla, a los pocos días alcanzó la primera, con una cuota del 20,5 % el domingo 11 de agosto.
Desde el 13 de agosto la película estuvo también disponible en servicios de televisión y plataformas de vídeo en línea: Genie TV, SK Btv, LG U+TV, Home Choice, Google Play y Naver Series On. El 19 del mismo mes la distribuidora New Entertainment World anunció que ocupaba la primera posición en todas las plataformas.
La película fue invitada a varios festivales europeos: al 57.º Festival de Cine de Sitges, en octubre de 2024, donde se proyectará en la sección Panorama. También fue invitada a la sección Room Service del 18.º Festival Internacional de Cine de Terror de Lisboa, que se celebra del 10 al 16 de septiembre. Y poco después se podrá ver en la Competición Internacional de Cine Fantástico del 17.º Festival Europeo de Cine Fantástico de Estrasburgo, que se celebra del 20 al 29 de septiembre. El último certamen es el Festival de Cine de Terror de Molins (8-17 de noviembre), el festival de cine de terror más antiguo fundado en Barcelona en 1973 y que este año celebra su 43.º aniversario.

### Crítica
Kim Hyo-jeong (Arte) escribe en su reseña: «es una película comercial que resulta sorprendentemente satisfactoria teniendo en cuenta que se trata del primer largometraje del director. Por supuesto, se puede sentir la preocupación y la consideración del creador al adaptar la historia y configurar los personajes. El conjunto de actores liderados por Lee Sung-min y Lee Hee-jun (Park Ji-hwan, Lee Kyu-hyung y Gong Seung-yeon) también es uno de los aspectos más destacados de esta película». Considera que es una versión ejemplar por el modo en que recupera lo importante del modelo y sabe localizarla en su nuevo contexto cultural y lingüístico, que supone al menos en parte diversos códigos de humor.
En Cine 21, Lee Ja-yeon escribe que la película «parte de prejuicios y malentendidos. El prejuicio de larga data de que una persona con una apariencia feroz es peligrosa en sus pensamientos y acciones forma la base de la película, y el malentendido de que los dos hombres cometieron un crimen y no actuaron por bondad impulsa la historia». El filme «también representa muertes vergonzosas que son difíciles de predecir. La situación en la que invitados no invitados llegan a la casa y resultan heridos o muertos conduce a una catástrofe incontrolable, y Sang-gu y Jae-pil, que no tienen más remedio que mirar, no hacen más que provocar malentendidos impotentes».
Para Kim Ji-hye (SBS), «Sobre todo, gracias a las actuaciones de Lee Seong-min y Lee Hee-jun, se pudo completar una película de amigos decente. En una película dominada por los juegos de palabras y la comedia slapstick, brillan las habilidades interpretativas de los dos actores con amplia experiencia en el escenario teatral. En particular, la comedia que utiliza malentendidos tiende a perder su promedio cuando se repite, pero la actuación astuta de los dos actores llevó a una serie de situaciones impredecibles, provocando risas interminables».